# Marta Łyczbińska
Marta Łyczbińska (née le 20 avril 1990) est une escrimeuse polonaise, spécialiste du fleuret.

## Biographie
Marta Łyczbińska est la sœur jumelle de Hanna Łyczbińska.

## Palmarès
- Championnats de Pologne
  -  Médaille d'or aux championnats de Pologne 2015[réf. nécessaire]